# Girls and Boys (chanson de Blur)
Pour les articles homonymes, voir Girls and Boys.
Singles de Blur
Sunday Sunday To the End
Girls and Boys est le huitième single de Blur, extrait de l'album Parklife.

## Liste des titres
- CD1 (CDFOODS47)

1. Girls and Boys
2. Magpie
3. Anniversary Waltz

CD2 (CDFOOD47)
1. Girls and Boys
2. People in Europe
3. Peter Panic

- 7″ (FOOD47)

1. Girls and Boys
2. Magpie
3. People in Europe

- Cassette (TCFOOD47)

1. Girls and Boys
2. Magpie
3. People in Europe

### Version américaine
- CD (58155-2)

1. Girls and Boys
2. Girls and Boys (Pet Shop Boys Radio Edit)
3. Girls and Boys (Pet Shop Boys 12″ Mix)
4. Magpie
5. Peter Panic
6. Maggie May (Rod Stewart)

- 12″ (Y-58155)

1. Girls and Boys (Pet Shop Boys 12″ Mix)
2. Girls and Boys
3. Girls and Boys (Pet Shop Boys 7″ Mix)

- Cassette (4KM-58155)

1. Girls and Boys
2. Girls and Boys (Pet Shop Boys Radio Edit)
3. Maggie May

### Version australienne
- CD (8812512)

1. Girls and Boys
2. People in Europe
3. Peter Panic

## Commentaires
- L'image représentée sur les couvertures européenne et australienne de Girls and Boys est en fait celle figurant sur des boîtes de préservatifs Durex de l'époque.

- À l'origine, Magpie était un morceau quasi-instrumental destiné à figurer sur Modern Life Is Rubbish. Cette version, enregistrée en décembre 1992, ne plaisait pas du tout au producteur David Balfe, qui la trouvait « déroutante pour les Américains »[1]. Elle a été revue et corrigée lors des sessions de Parklife et, finalement, a été « réduite » à une face-B de Girls and Boys.